# 繁原有名
繁原 有名（しげはら ありな、正徳4年（1714年）6月3日 - 天明元年（1781年）閏5月14日）は、江戸時代後期の地下官人。
陰陽師として陰陽寮に仕えた。

## 概要
明和6年（1769年）5月28日には56歳で陰陽師になり、翌月1日には従六位下・陰陽少允に叙任された。安永5年（1777年）12月19日には従六位上に叙された。